# Soglia di sbarramento
In materia elettorale, e in particolare per quanto concerne i sistemi elettorali di tipo proporzionale, per soglia di sbarramento si intende un livello minimo di voti necessari per accedere alla ripartizione dei seggi. 
Tale soglia corrisponde generalmente a una percentuale del totale dei voti validi espressi, sebbene alcune soglie vengano stabilite sulla base di altri parametri ovvero si limitano a essere applicate in determinate circoscrizioni elettorali e non al complesso nazionale. In alcuni casi, la soglia non si riferisce alle singole liste in competizione, ma alle coalizioni di liste o a specifiche liste, laddove coalizioni o apparentamenti siano permessi in fase di competizione elettorale.
La soglia di sbarramento è utilizzata generalmente per limitare l'eccessiva frammentazione partitica e per favorire l'aggregazione fra forze politiche omogenee. Sul piano sistemico, una minore frammentazione, pur riducendo la rappresentatività, permette una semplificazione dell'offerta politica in fase preelettorale e si traduce in una maggiore funzionalità dell'assemblea.
La soglia di sbarramento costituisce così un correttivo della formula proporzionale, poiché definisce un effetto maggioritario che nei regimi parlamentari dovrebbe, in astratto, agevolare la governabilità.

## Soglia di esclusione e soglia di sbarramento

### Soglia di esclusione
Nei sistemi elettorali di tipo proporzionale esiste naturalmente una soglia minima di accesso alla ripartizione che viene determinata dal numero dei partiti in competizione in funzione del numero dei seggi da assegnare (ovvero dell'ampiezza dei collegi). Si parla in questo caso di "soglia minima di rappresentanza" o "clausola di esclusione". Maggiore è il numero dei seggi, maggiori possibilità vi sono per i partiti che hanno ottenuto percentuali di voti più basse di ottenere seggi. Con pochi seggi a disposizione, invece, una percentuale bassa di voti potrebbe non essere sufficiente per ottenere il seggio. Per W. J. M. MacKenzie, infatti, "più grande sarà il numero di seggi in una circoscrizione, maggiore sarà il livello di proporzionalità della legge". Douglas W. Rae, invece, nel 1967 ha definito una formula per misurare l'ampiezza di una circoscrizione, al fine di valutarne il grado di proporzionalità. Se M (magnitude, ovvero l'ampiezza del collegio) rappresenta l’ampiezza, X il totale dei seggi e Y il totale dei voti, l'ampiezza di una circoscrizione sarà data da 
M (ampiezza dei collegi) = {\textstyle \operatorname {X} \!/\operatorname {Y} \!}.
La soglia di esclusione (T), secondo la formula introdotta da Rae, Loosemore e Hanby potrà allora essere calcolata come 
T (soglia di esclusione) = {\textstyle {100\% \over M+1}}
dove M è l'ampiezza di una circoscrizione, ovvero il numero di seggi in essa assegnati. 

### Soglia di sbarramento
La soglia di sbarramento propriamente detta è invece una percentuale di voti, opportunamente prevista dalla legislazione elettorale, al di sotto della quale non si viene ammessi alla ripartizione. Ciò non significa che, anche laddove sia prevista una soglia legislativa, la ripartizione dei seggi avvenga tra tutti i partiti che l'abbiano superata, posto che il numero dei seggi può non essere sufficiente per la presenza di un eccessivo numero di partiti al di sopra della soglia. Anche in tal caso allora prevarranno i soli partiti che si trovano al di sopra della soglia di esclusione.
Nel sistema elettorale tedesco per la Camera bassa (Bundestag) si provvede a tale ultimo problema assegnando ulteriori seggi in eccedenza, al fine di mantenere inalterata la forza proporzionale di ciascuna lista, con l'effetto però di aumentare, spesso considerevolmente, il numero dei seggi dell'assemblea.

## Soglie di sbarramento nel mondo

### Italia
La Legge elettorale italiana del 2005, il cosiddetto Porcellum, reintroducendo il sistema elettorale proporzionale dopo 12 anni (cioè dopo la Legge Mattarella che aveva invece introdotto un sistema misto) contemplava per l'elezione della Camera tre diverse soglie di sbarramento: al 4% per i partiti non coalizzati, al 2% per i partiti coalizzati, al 10% per le coalizioni, mentre al Senato le soglie erano diverse, 8% per i partiti non coalizzati, 3% per i partiti coalizzati e 20% per le coalizioni.
La Legge elettorale del 6 maggio 2015, n. 52, c.d. Italicum, nella sua versione definitiva, che non prevedeva coalizioni, aveva introdotto invece una soglia di sbarramento del 3% per tutti i partiti alla Camera dei Deputati (in una prima versione era invece prevista una soglia di sbarramento nazionale al 12% per le coalizioni, al 4,5% per i partiti coalizzati e all'8% per i partiti non coalizzati).
La legge elettorale approvata nell'ottobre 2017 e ribattezzata  Rosatellum bis prevede invece una soglia di sbarramento nella quota proporzionale pari al 3% su base nazionale, sia al Senato sia alla Camera. In alternativa sono comunque ammessi i partiti che hanno raggiunto il 20% su base regionale: questo criterio si applica in linea generale al Senato, e per le sole minoranze linguistiche alla Camera. In aggiunta alla soglia del 3%, è prevista anche una soglia del 10% per le coalizioni (in tal caso però almeno una lista deve aver superato il 3%, mentre una lista che raggiunge il 3% all'interno di una coalizione sotto il 10% è ammessa comunque al riparto).
Sempre nell'ambito del Rosatellum bis, il candidato di un partito escluso dal riparto dei seggi perché al di sotto della soglia, ma eletto nel collegio maggioritario, mantiene il suo seggio.

### Germania, Polonia, Romania e Nuova Zelanda
Nella Camera dei deputati della Polonia (Sejm), nel Bundestag tedesco, nella Camera dei Rappresentanti della Nuova Zelanda e nella Camera dei deputati della Romania viene utilizzata una soglia di sbarramento del 5%. In Germania ed in Nuova Zelanda, la soglia di sbarramento non si applica a quei partiti che ottengono un minimo di seggi nella quota maggioritaria, ossia tre seggi nel caso tedesco e uno in Nuova Zelanda. In Polonia invece, i partiti rappresentativi di etnie minoritarie, come quella germanofona, sono esenti dal raggiungimento della soglia di sbarramento per l'accesso al parlamento. Pertanto, a tali gruppi minoritari è sempre garantita una rappresentanza nel Sejm. In Romania, allo stesso modo, ai partiti rappresentativi di minoranze etniche viene applicata una soglia di sbarramento differente rispetto a quella prevista per i partiti nazionali.

### Paesi Bassi
Nella Seconda Camera o Camera bassa olandese (Tweede Kamer) si applica una soglia di esclusione pari allo 0,67%. I seggi assegnati sono infatti 150 e poiché il numero di voti validi viene diviso per quel numero e nessun seggio aggiuntivo può essere assegnato, la soglia di esclusione è pari proprio allo 0,67%.

### Slovenia
Alle elezioni parlamentari slovene del 1992 e del 1996, la soglia di sbarramento era fissata a 3 seggi. I partiti dovevano in tal senso ottenere almeno il 3,2% dei voti per raggiungere la soglia. Nel 2000, la soglia è stata aumentata al 4% dei voti.

### Israele e Turchia
Al Knesset (Parlamento israeliano) è applicata una soglia di sbarramento del 3,25% (prima del 1992 la soglia era dell'1%, mentre se tra il 1992 e il 2003 è stata dell'1,5%, dal 2003 sino al marzo del 2004 è stata innalzata al 2%). Nella Grande Assemblea Nazionale Turca la soglia è invece del 10%. Si tratta della soglia di sbarramento più alta del Continente europeo e una delle più alte nel mondo. Nel 2007, una decisione della Corte europea dei diritti dell'uomo, nel caso Yumak e Sadak c. Turchia, ha affermato che la soglia di sbarramento del 10% utilizzata al Parlamento turco non viola l'art. 3 del Protocollo 1 addizionale alla CEDU relativo al diritto a libere elezioni. Precedentemente il Consiglio d'Europa aveva comunque raccomandato che per le elezioni parlamentari, la soglia di sbarramento non doveva superare il 3%. Spesso i partiti turchi hanno fatto ricorso a candidature indipendenti, aggirando così la soglia, posto che quest'ultima non si applica infatti ai candidati indipendenti.

### Stati Uniti
Negli Stati Uniti d'America, poiché la stragrande maggioranza delle competizioni elettorali si svolge secondo il sistema maggioritario, e in particolare con il metodo del first-past-the-post, non si fa ricorso generalmente alle soglie di sbarramento. Tuttavia, molti Stati federati hanno introdotto alcuni requisiti per i partiti che intendono competere, che possono essere assimilati a veri e propri "sbarramenti", come ad esempio l'obbligo di presentare una petizione sottoscritta da un certo numero di elettori per poter essere ammesso alla competizione. Si tratta però di condizioni che vanno soprattutto a discapito dei partiti minori, come quello Libertario e quello Verde, nonché per i candidati indipendenti. Tali sbarramenti tendono invece a favorire i partiti maggiori, cioè il Partito Democratico e il Partito Repubblicano, contribuendo in tal modo a consolidare il modello bipartitico, tipico del sistema politico statunitense.

### Svezia e Norvegia
In Svezia, vi è una soglia di sbarramento a livello nazionale del 4%, ma un partito che raggiunge il 12% dei voti in un singolo distretto può comunque accedere alla ripartizione. Tuttavia, sino alle elezioni legislative del 2014, nessun partito è riuscito a raggiungere la soglia del 12% nel singolo distretto. In Norvegia, la soglia di sbarramento è del 4% a livello nazionale ma si applica solo per i seggi compensativi. Un partito con scarso supporto popolare può pertanto sperare di guadagnare un seggio "ordinario", posto che per tali seggi non è prevista alcuna soglia. Alle elezioni del 2009, il Partito liberale norvegese (Venstre) ha ottenuto due seggi proprio in questo modo.

## Elenco delle soglie di sbarramento

### Europa
| Stato                | Per partiti individuali | Per altre formazioni |
| -------------------- | --- | --- |
| Albania              | 3% | 5% per coalizioni multipartitiche in ogni collegio elettorale |
| Armenia              | 5% | 7% per le coalizioni |
| Austria              | 4% | |
| Belgio               | 5% a livello circoscrizionale | |
| Bosnia ed Erzegovina | 3% | |
| Bulgaria             | 4% | |
| Cipro                | 3,6% | 5% per Cipro Nord |
| Croazia              | 5% | |
| Estonia              | 5% | |
| Danimarca            | 2% o mandato diretto | |
| Germania             | 5% dei voti validi (o vittoria in tre collegi) per partecipare al recupero compensativo                                                                                            | |
| Georgia              | 5% | 7% per le elezioni regionali |
| Grecia               | 3% | |
| Islanda              | 5% (solo per i seggi compensativi) | |
| Italia               | 3% alla Camera e al Senato su, base nazionale, 20% per le minoranze linguistiche nella regione di riferimento e 10% per le coalizioni con una lista almeno al 3% su base nazionale | |
| Lettonia             | 5% | |
| Liechtenstein        | 8% | |
| Lituania             | 5% | 7% per coalizioni |
| Moldavia             | 5% | 3% (non-partiti), 12% (coalizioni) |
| Montenegro           | 3% | |
| Norvegia             | 4% (solo per i seggi compensativi) | |
| Polonia              | 5% | 8% (coalizioni) |
| Repubblica Ceca      | 5% | Solo per la Camera dei deputati è prevista una soglia del: 10% per le coalizioni composte da due partiti 15% per le coalizioni composte da tre partiti 20% per le coalizioni composte da quattro o più partiti |
| Romania              | 5% | 10% (coalizioni) |
| Russia               | 5% | |
| San Marino           | 3,5% | |
| Serbia               | 5% | |
| Slovacchia           | 5% | 7% per coalizioni bipartitiche 10% per coalizioni multipartitiche |
| Slovenia             | 4% | |
| Spagna               | 3% | |
| Svezia               | 4% | |
| Turchia              | 10% | Nessuno per candidati indipendenti |
| Ucraina              | 5% | |
| Ungheria             | 5% | 10% per coalizioni bipartitiche 15% per coalizioni multipartitiche |

### Altri Continenti
| Stato         | Per partiti individuali                                                                                                  | Per altre formazioni |
| ------------- | --- | -------------------- |
| Argentina     | 3% |                      |
| Colombia      | 3% |                      |
| Corea del Sud | 3% (o ottenere 5 seggi a livello circoscrizionale)                                                                       |                      |
| Filippine     | 2% per il 20% dei seggi della Camera. Altri partiti possono ancora qualificarvisi se il 20% dei seggi non viene riempito |                      |
| Indonesia     | 3,5% |                      |
| Israele       | 3,25% |                      |
| Kazakistan    | 7% |                      |
| Nuova Zelanda | 5% (o ottenere un seggio nella quota maggioritaria)                                                                      |                      |
| Perù          | 5% |                      |
| Taiwan        | 5% |                      |
| Uruguay       | 1% (deputati) 3% (senatori)                                                                                              |                      |